# Jenny Meadows
↔

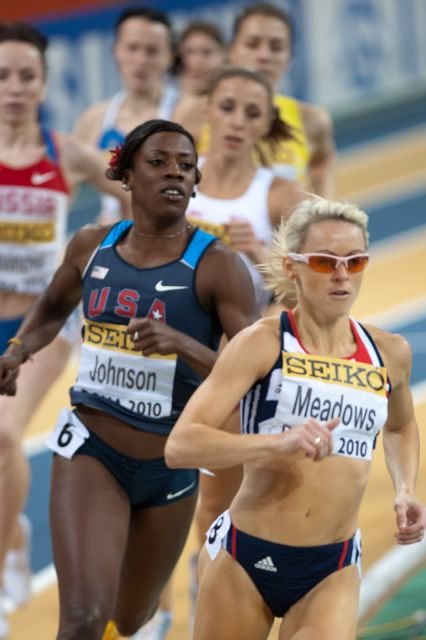
Jenny Meadows op weg naar een zilveren medaille tijdens het WK indoor van 2010 in Doha.

Jennifer Brenda (Jenny) Meadows (Wigan, 17 april 1981) is een Britse atlete, die is gespecialiseerd in de middellange afstand. Alhoewel ze meestal uitkomt op de 800 m, loopt zo ook weleens de 400 m. Ze nam eenmaal deel aan de Olympische Spelen, maar won bij die gelegenheid geen medaille.

## Biografie

### Start profcarrière
In 2004 begon Meadows met haar prof-sportcarrière. Ze had inmiddels samen met haar landgenotes Kim Wall, Helen Thieme en Lisa Miller goud wonnen op de 4 × 400 m estafette bij de wereldkampioenschappen voor junioren in 2000 en bij de Europese kampioenschappen in 2003 voor neo-senioren was ze zesde geworden op de 800 m.
In 2005 slaagde Meadows er niet in zich te kwalificeren voor de Europese indoorkampioenschappen in Madrid. In eigen land ondervond ze te weinig tegenstand en liep zij in haar wedstrijden meestal alleen aan kop. Het was wel het jaar waarin zij zich tijdens het baanseizoen op de 800 m begon te ontwikkelen. Een jaar later was ze dan ook wel present op het wereldindoorkampioenschappen in Moskou, waar ze als vierde in de halve finale strandde. Op de 4 × 400 m estafette haalde ze de finale echter wel, nadat zij in de voorronde samen met Melanie Purkis, Emma Duck en Helen Karaqounis het nationale record op 3.29,59 had gesteld. In de finale werd ditzelfde viertal zesde in 3.29,70.

### Olympische Spelen
Op de Olympische Spelen van 2008 in Peking kwam Meadows uit op de 800 m. Hier sneuvelde ze met 1.59,43 in de halve finale. In maart 2009 werd ze vierde op de 800 m bij de Europese indoorkampioenschappen in Turijn.
Een van haar beste prestaties boekte Jenny Meadows bij de wereldkampioenschappen van 2009 in Berlijn met het winnen van een bronzen medaille op de 800 m. Met een persoonlijke recordtijd van 1.57,93 eindigde ze achter de Zuid-Afrikaanse Caster Semenya (goud; 1.55,45) en de Keniaanse Janeth Jepkosgei (zilver, 1.57,90). Semenya raakte later aanvankelijk in opspraak, omdat ze als vrouw te veel testosteron aanmaakt.

### Zilver op WK indoor en EK
Meadows ging in 2010 uitstekend van start door op 20 februari tijdens de UK Indoor Grand Prix in Birmingham op de 800 m het Britse indoorrecord van Kelly Holmes met een tiende seconde te verbeteren en te stellen op 1.59,11. Ze bombardeerde zichzelf hiermee tot favoriete voor een medaille op de WK indoor in Doha. Die rol maakte ze volledig waar. In het kielzog van de Russin Maria Savinova, die in 1.58,26 op het goud beslag legde, liep de Britse atlete naar een zilveren medaille in 1.58,43, opnieuw een verbetering van haar nog geen maand eerder gevestigde nationale record.
Gezien haar indoorprestaties ging Jenny Meadows op de Europese buitenkampioenschappen in Barcelona opnieuw van start als een van de favorietes voor de eindzege op de 800 m. In de finale pakte ze direct na de start dan ook resoluut de kop en hield die vast tot bij het uitkomen van de laatste bocht voor de finish. Toen moest ze in de eindsprint haar meerdere erkennen in niet alleen Maria Savinova (eerste in 1.58,22), maar ook in de ontketende Nederlandse Yvonne Hak die, geïnspireerd door haar manager Ellen van Langen, die achttien jaar eerder in hetzelfde stadion en gestart vanuit dezelfde baan naar olympisch goud was gesneld, tweede werd in 1.58,85. Voor Meadows restte na 1.59,39 het brons. Jaren later werd deze medaille echter alsnog omgezet in een zilveren, omdat winnares Savinova vijf jaar later nadrukkelijk met dopinggebruik in verband werd gebracht. Uiteindelijk werd de Russische atlete op 10 februari 2017 door het Internationaal Sporttribunaal (TAS) wegens dopinggebruik voor vier jaar geschorst en werden bovendien alle uitslagen van haar tussen 26 juli 2010 en 19 augustus 2013 geschrapt. Door deze uitspraak schoof zilverenmedaillewinnares Yvonne Hak door naar de eerste en Jenny Meadows naar de tweede plaats.

### Opnieuw zilver
In 2011 werd Meadows tijdens de EK indoor in Parijs de weg naar het goud opnieuw versperd. In de 800 meterfinale, waarin de Britse voor een groot deel van de race het kopwerk voor haar rekening nam, werd zij in de eindfase ditmaal voorbij gesprint door de Russin Jevgenia Zinoerova, die in 2.00,19 voor het eerst in haar loopbaan naar een Europese titel snelde. Meadows volgde in 2.00,50 en voegde hiermee een volgende zilveren medaille aan haar palmares toe. Toch slikte zij de teleurstelling na afloop snel weg: "Mijn tactiek was erop gericht om aan de kop van het veld te lopen en ik wist dus niet, wat er achter mijn rug gebeurde. Hoewel ik teleurgesteld ben, hoef ik mij nergens voor te schamen. Ik heb voor deze wedstrijd heel veel werk verzet en ben blij dat ik zilver heb gewonnen."
Meadows is aangesloten bij de Wigan Athletics Club.

## Titels
- Wereldkampioene junioren 4 × 400 m - 2000
- Brits kampioene 800 m - 2011
- Brits indoorkampioene 800 m - 2005, 2006

## Persoonlijke records
Outdoor
| Onderdeel | Prestatie | Datum             | Plaats    |
| --------- | --------- | ----------------- | --------- |
| 400 m     | 52,67 s   | 29 juni 2003      | Bedford   |
| 800 m     | 1.57,93   | 19 augustus 2009  | Berlijn   |
| 1000 m    | 2.36,13   | 24 mei 2015       | Hengelo   |
| 1500 m    | 4.19,36   | 4 juni 2006       | Wigan     |
| 10 km     | 36.37     | 18 september 2016 | Worcester |

Indoor
| Onderdeel | Prestatie    | Datum            | Plaats     |
| --------- | ------------ | ---------------- | ---------- |
| 200 m     | 24,65 s      | 19 december 2004 | Manchester |
| 400 m     | 52,74 s      | 14 maart 2003    | Birmingham |
| 800 m     | 1.58,43 (NR) | 14 maart 2010    | Doha       |
| 1000 m    | 2.46,82      | 18 februari 2005 | Birmingham |

## Palmares

### 400 m
- 2001: 6e EK U23 - 54,05 s
- 2003: 7e EK U23

### 800 m
- 2006: 4e in ½ fin. WK indoor - 2.03,95
- 2007: 5e EK indoor - 2.00,25
- 2008: 5e WK indoor - 2.03,51
- 2008:  Europacup
- 2008: 7e Wereldatletiekfinale - 2.00,80
- 2009: 4e EK indoor - 2.00,42
- 2009:  WK - 1.57,93
- 2009:  Wereldatletiekfinale - 2.00,41
- 2010:  WK indoor - 1.58,43 (NR)
- 2010:  EK - 1.59,39 (na DQ Maria Savinova)
- 2011:  EK indoor - 2.00,50
- 2014: 5e FBK Games - 2.00,51

Diamond League-podiumplekken
- 2010:  Shanghai Golden Grand Prix – 2.01,06
- 2010:  Golden Gala – 1.58,89
- 2011:  Eindzege Diamond League
- 2011:  Shanghai Golden Grand Prix – 2.00,54
- 2011:  Meeting Areva – 2.00,74
- 2011:  Aviva London Grand Prix – 1.58,60
- 2011:  Weltklasse Zürich – 1.58,92

### 4 × 400 m
- 2000:  WK U20 - 3.33,82
- 2001:  EK U23 - 3.31,74
- 2001:  Universiade - 3.30,40
- 2003:  EK U23 - 3.30,44
- 2003: 4e WK indoor - 3.32,18
- 2003: 6e WK - 3.26,67
- 2006: 6e WK indoor - 3.29,70 (in serie 3.29,59 = NR)